# Эм-Джей (киновселенная Marvel)
Мишель Джонс-Уотсон (англ. Michelle Jones-Watson), более известная как Эм-Джей (англ. MJ) — персонаж Кинематографической вселенной Marvel (КВМ). Является оригинальным персонажем медиа-франшизы, частично основанным на Мэри Джейн «Эм-Джей» Уотсон из комиксов.

## Концепция и создание
По словам соавтора сценария «Человека-паука: Возвращение домой», Джона Фрэнсиса Дейли, Эм-Джей задумывалась как переработанная Мэри Джейн Уотсон. Хотя её прозвище было данью уважения второстепенному персонажу комиксов, президент Marvel Studios, Кевин Файги, подтвердил, что она является оригинальным персонажем Кинематографической вселенной Marvel. Файги сказал: «У Питера было много друзей в комиксах, а также множество одноклассников и персонажей, с которыми он общался. Это была не только Мэри Джейн Уотсон; это была не только Гвен Стейси; это был не только Гарри Озборн. Так что нас очень интересовали другие персонажи, и именно поэтому появилась Лиз, и также поэтому появилась Мишель». Джон Уоттс, режиссёр «Человека-паука: Возвращение домой», «Человека-паука: Вдали от дома» и «Человека-паука: Нет пути домой», сравнил персонажа с Эллисон Рейнольдс, которую играла Элли Шиди в «Клубе „Завтрак“» (1985), и с Линдси Уир из сериала «Хулиганы и ботаны» (1999—2000), которую исполняла Линда Карделлини.
Полное имя персонажа — Мишель Джонс-Уотсон, которое было раскрыто в «Человеке-пауке: Нет пути домой». До этого момента её просто называли Мишель, но чаще всего называли Эм-Джей.

## Актриса и характеристика

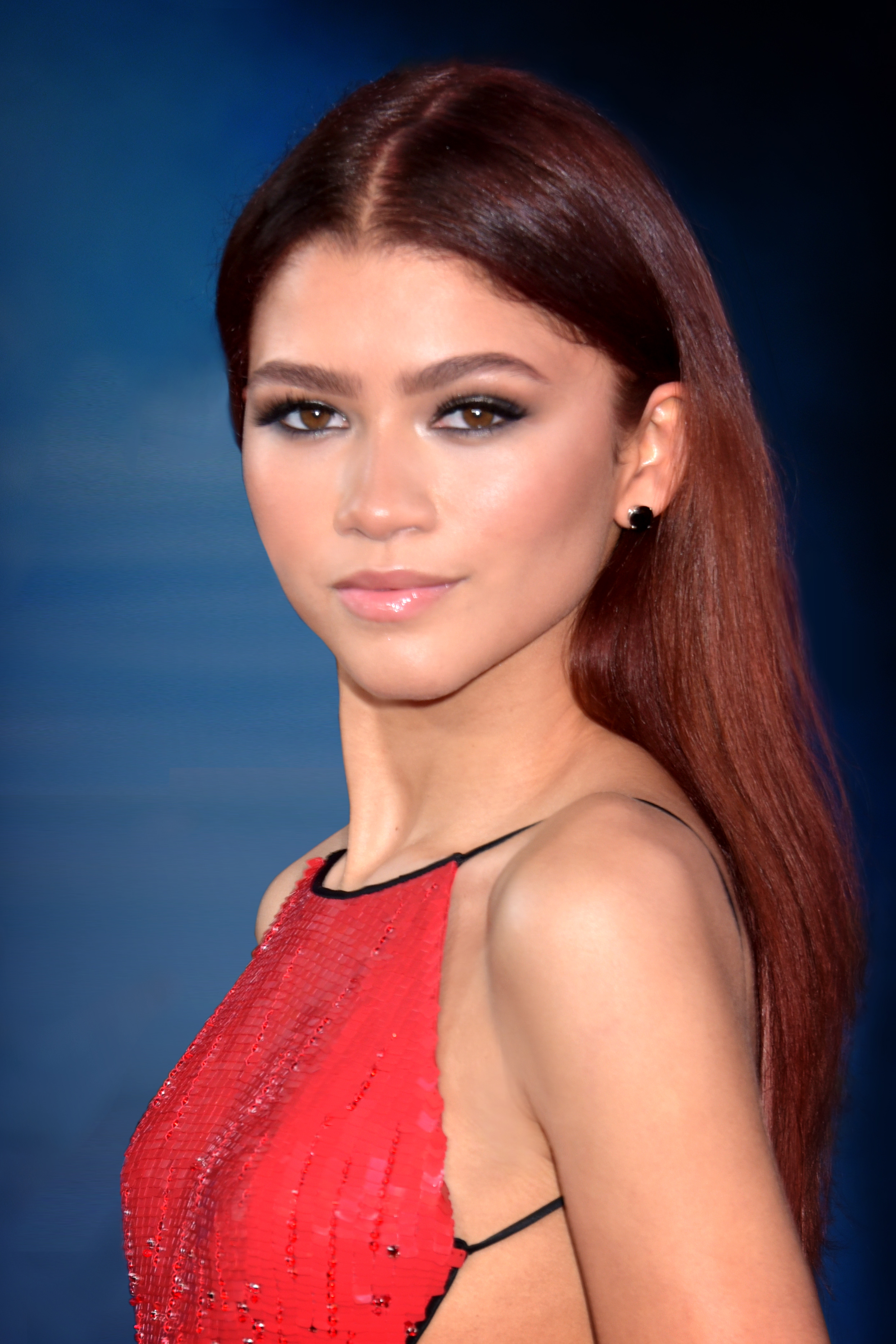
Зендея на премьере фильма «Человек-паук: Вдали от дома» в 2019 году

Зендея играет Эм-Джей в Кинематографической вселенной Marvel. Героиня учится в Мидтаунской школе науки и технологий, являясь одноклассницей и подругой Питера Паркера. Спустя годы после отъезда Лиз, у Эм-Джей и Питера начинаются романтические отношения. Мишель язвительна и застенчива, но при этом добра и дружелюбна. Она часто выступает в качестве голоса разума и утешает Питера, давая ему советы.
В отличие от предыдущих второстепенных женских персонажей в фильмах о Человеке-пауке, таких как Мэри Джейн Уотсон из трилогии Сэма Рэйми и Гвен Стейси из дилогии «Нового Человека-паука», Эм-Джей изначально не является романтическим интересом Питера. На себя эту роль берёт Лиз, в которую был влюблён Паркер до второго фильма. В первых двух картинах Эм-Джей не предстаёт как дева в беде, в отличие от Мэри Джейн Уотсон из фильмов Рэйми; она как Гвен Стейси из дилогии Уэбба готова помочь Питеру в его приключениях, подвергая себя опасности. Также она является блестящей ученицей, как и воплощение Мэри Джейн Уотсон в Ultimate Marvel. В третьем фильме её спас Питер Паркер в исполнении Эндрю Гарфилда от падения в моменте, отсылающем к сцене из дилогии Уэбба, в которой Паук не смог спасти Гвен.

## Биография персонажа

### Капитан десятиборья
В 2016 году Мишель, более известная как Эм-Джей, является ученицей Мидтаунской школы науки и технологий. Она любит поиздеваться над своими одноклассниками, включая Питера Паркера. Вскоре ей предоставляется возможность заменить уходящую Лиз в качестве капитана академической команды десятиборья, и она начинает больше общаться с товарищами по команде, в том числе с Недом Лидсом и Паркером.
В 2018 году она стала жертвой щелчка Таноса, но в 2023 году вернулась к жизни.

### Школьные каникулы
В 2024 году Эм-Джей посещает спонсируемую школой поездку в Европу. Когда она выясняет, что Человек-паук — это Питер Паркер, то помогает ему раскрыть обман Мистерио, разоблачая его махинацию с Элементалами перед Ником Фьюри и Марией Хилл (которые на самом деле — замаскированные Скруллы Талос и Сорен). Вскоре после поездки у Эм-Джей и Питера начинаются романтические отношения, и их первое свидание происходит, когда Дж. Джона Джеймсон из «TheDailyBugle.net» демонстрирует смонтированное видео, в котором Человек-паук якобы приказывает своим дронам убить Мистерио. Журналист также раскрывает личность Паука как Паркера.

### Мультивселенский кризис
Когда Питера обвиняют в убийстве Мистерио, Эм-Джей возвращается с ним в дом его тёти, Мэй Паркер, чтобы скрыться от журналистов. Когда адвокат Мэтт Мёрдок оправдывает Питера, и с него снимают обвинения, то Эм-Джей и Нед становятся печально известными друзьями Человека-паука, в результате чего все их заявки в колледжи отклоняются. Тогда Паркер идёт к Стивену Стрэнджу, чтобы тот прочёл заклинание, которое поможет людям забыть, что он Человек-паук. Стрэндж соглашается, но Питер портит заклинание, когда просит колдуна сделать так, чтобы его друзья не забыли о его секрете. Затем колдун ругает Паркера, узнав, что тот не попытался связаться и поговорить с приёмной комиссией Массачусетского технологического института, а сразу обратился к магии.
Питер находит администратора Массачусетского технологического института и умоляет её принять заявление Неда и Эм-Джей, но обнаруживает, что испорченное заклинание перенесло в их мир несколько врагов Человека-паука из других реальностей, которые знают вторую личность Паркера. Эм-Джей и Нед помогают Питеру выследить «гостей» из тех вселенных. После того, как они узнают, что Стрэндж намеревается отправить их обратно в их реальности на верную смерть, Питер возражает и после борьбы с колдуном отбирает его магическую коробку с заклинанием, отдавая её Мишель и Неду, поскольку собирается «излечить» злодеев. После того, как всё пошло не по плану, и погибла тётя Мэй, Эм-Джей и Нед случайно открывают портал с помощью кольца Стрэнджа, когда пытаются найти Паркера, но вместо этого находят его альтернативную версию (позже получившую кодовое прозвище «Питер-3», а затем ещё одного Паука из другого мира (позже получившего имя «Питер-2»). Нед и Эм-Джей находят своего Питера на крыше и узнают о смерти Мэй, которую убил Зелёный гоблин. Девушка утешает своего парня и знакомит его с его альтернативными «я», которые также помогают ему справиться со случившимся.
В противостоянии между Людьми-пауками и их злодеями у Статуи Свободы Нед и Эм-Джей защищают коробку заклинаний в лаборатории, пока супергерои сражаются со своими врагами. Ящер замечает незакрытый портал в лабораторию и врывается туда. Спасаясь от него, Эм-Джей и Нед выбегают из портала на поле боя. Когда является Гоблин, он подрывает куб Стрэнджа, и из-за взрыва Эм-Джей падает со статуи вниз. Питер пытается спасти её, но Озборн сбивает его. Девушку успевает поймать Питер-3, который потерял свою возлюбленную в аналогичной ситуации. Вскоре Стрэндж исправляет первоначальное заклинание, которое заставит всех забыть о нём не просто личность Человека-паука, а самого Питера. Эм-Джей и Паркер признаются друг другу в любви друг и страстно целуются. Она просит найти её, когда всё закончится и рассказать всю правду. Тот уходит, после чего заклинание вступает в силу, стирая Паркера из её воспоминаний.
Мишель продолжила работать баристой и была принята в Массачусетский технологический институт вместе с Недом, с которым она сохранила дружбу. В начале декабря Питер навещает Эм-Джей и Неда, чтобы вновь рассказать им о себе. Однако, понимая всю опасность, которой они могут подвергнуться, дружа с ним, Питер решает умолчать о произошедшем и, выпив кофе, вышел из кафе.

## Реакция

### Споры о подборе актрисы
После объявления о том, кто сыграет роль персонажа, возникло много споров и разногласий из-за того, что афроамериканская актриса Зендея будет играть Мэри Джейн Уотсон. В СМИ защищали Зендею по этому поводу, и на сторону актрисы также встал режиссёр серии фильмов о Стражах Галактики, Джеймс Ганн, а также один из создателей Мэри Джейн, Стэн Ли, в соцсетях. Зендея подтвердила, что, несмотря на путаницу, она «100% Мишель», а не Мэри Джейн, как многие предполагали.

### Отзывы критиков
Эм-Джей получила положительные отзывы критиков в «Возвращении домой». Кейтлин Буш из Inverse была рада, что она не похожа на Мэри Джейн Уотсон, посчитав, что оригинальный персонаж больше подходит для фильма.
Эм-Джей также получила положительные отзывы с феминистской точки зрения, особенно во «Вдали от дома». Её сравнивали с главной героиней мультсериала «Дарья». Рэйчел Лейшман из The Mary Sue назвала Эм-Джей из КВМ чрезвычайно важной в жизни Питера Паркера.
Размышляя, кто лучше: Мэри Джейн Уотсон из серии фильмов Рэйми или Мишель из фильмов Уоттса, Саим Чида отметил высокое развитие последней как персонажа, в то время как «Мэри Джейн почти не менялась на протяжении всей трилогии». В конце он уточнил, что «Мишель Джонс выглядит лучше, чем Мэри Джейн», «в основном из-за того, что её персонаж более выделяется», подчеркнув такие качества героини, как «независимость и уверенность в себе».
Коллега Чида, Джош Дэвисон, сравнивал Эм-Джей с мисс Уотсон из комиксов и выделил 5 сходств и 5 различий персонажей.

### Награды
Зендея получила 45 премию «Сатурн» в категории «Лучшая киноактриса второго плана» за роль персонажа в 2018—2019 годах.